# Bephratelloides limai
Bephratelloides limai är en stekelart som först beskrevs av Gregorio Bondar 1928.  Bephratelloides limai ingår i släktet Bephratelloides och familjen kragglanssteklar. Inga underarter finns listade.